# Halberstädter Straße 163

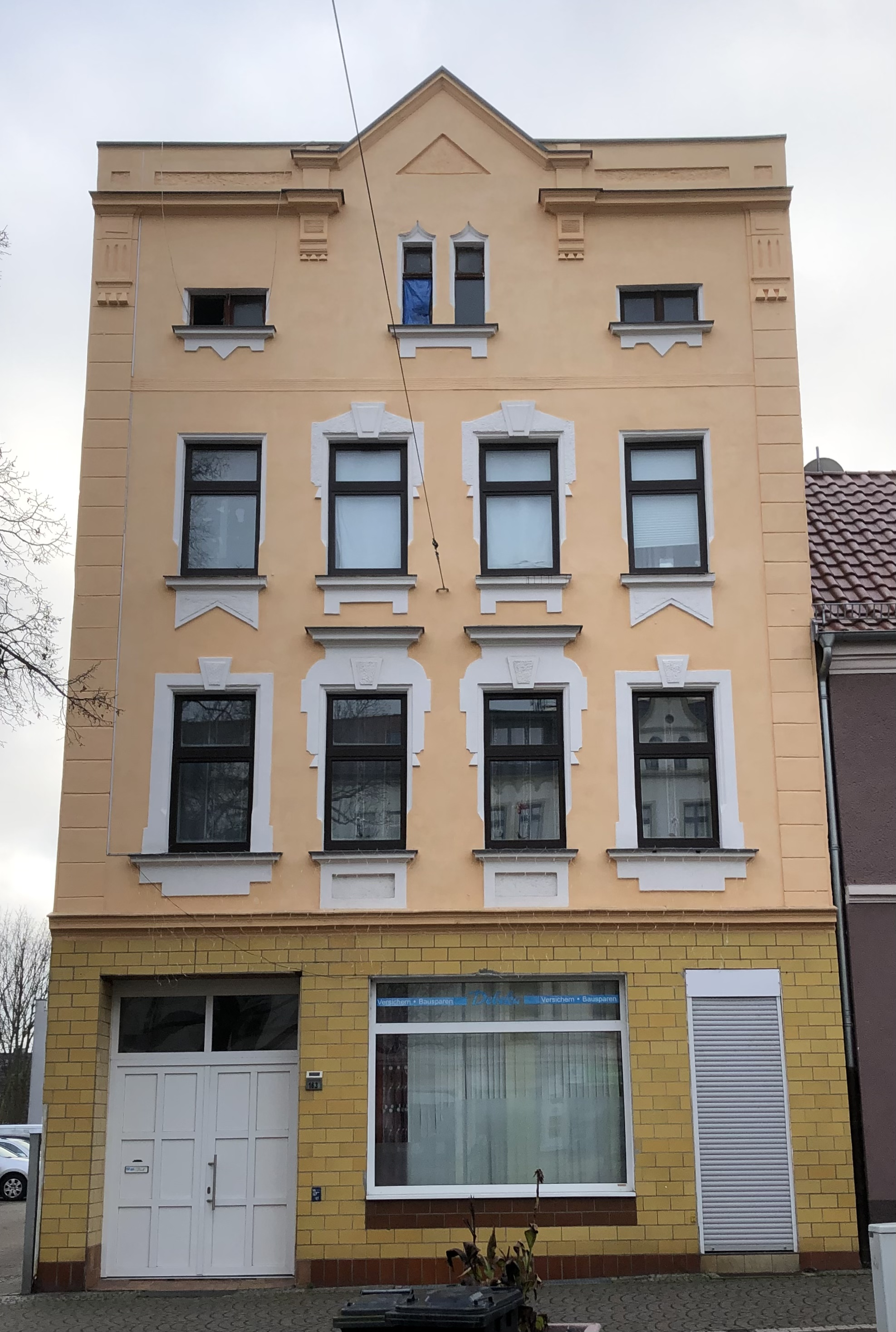
Wohnhaus Halberstädter Straße 163 im Jahr 2021

Das Gebäude Halberstädter Straße 163 ist ein denkmalgeschütztes Wohn- und Geschäftshaus in Magdeburg in Sachsen-Anhalt.

## Lage
Es befindet sich auf der Südseite der Halberstädter Straße im Magdeburger Stadtteil Sudenburg.

## Architektur und Geschichte
Das dreieinhalbgeschossige Gebäude entstand in der Zeit um das Jahr 1900. Der schmale nur vierachsige, verputzte Bau ist in Formen des Jugendstils gestaltet. Die beiden Außenkanten werden durch vertikale lisenenartige Putzbänder betont. Die Umrahmungen der Fensteröffnungen sind in unterschiedlichen Formen ausgeführt. Am Mezzaningeschoss sind die Fenster abweichend angeordnet. Die zwei mittleren Fensteröffnungen sind dort als schmale Lanzettenfenster gearbeitet, die von liegenden Rechteckfenstern flankiert werden. Mittig wird die Fassade von einem sehr kleinen Dreiecksgiebel bekrönt.
Eigentümer in der Zeit um 1900 war die Familie Musche.
Links im Erdgeschoss befindet sich die Hauseinfahrt, rechts ein Ladengeschäft. Der Laden war zumindest in der Zeit um 1930 als Kolonialwarengeschäft Hugo Batzel in Nutzung.
Im örtlichen Denkmalverzeichnis ist das Wohnhaus unter der Erfassungsnummer 094 82001 als Baudenkmal verzeichnet.
Das Gebäude gilt als Teil des gründerzeitlichen Straßenzugs als städtebaulich bedeutend.